# Xandres Vervloesem
Xandres Vervloesem (Lier, 13 mei 2000) is een Belgisch voormalig wielrenner.

## Carrière
Als eerstejaars junior won Vervloesem in 2017 een etappe en het jongerenklassement in de Ronde van Valromey en Aubel-Thimister-La Gleize. Een jaar later won hij het bergklassement in de Ronde van Opper-Oostenrijk voor junioren. Met deze prestatie op zak ging hij in 2019 rijden voor het Development Team Sunweb. Een gelukkige combinatie was dat niet en zijn contract werd eind augustus alweer ontbonden. In 2020 ging Vervloesem rijden voor de opleidingsploeg van Lotto Soudal. Hij won dat jaar de Ronde van de Isard en een dag na deze overwinning werd er bekendgemaakt dat hij vanaf 2021 ging rijden bij het UCI World Tour team van Lotto Soudal. Hij stopte eind 2022 met koersen omdat hij er niet gelukkig van werd en worstelde met twee zware vallen uit het begin van het seizoen.

## Palmares
2017
5e etappe Ronde van Valromey, junioren
Jongerenklassement Ronde van Valromey, junioren
3e etappe Aubel-Thimister-La Gleize, junioren
Berg- en jongerenklassement Aubel-Thimister-La Gleize, junioren
2018
Bergklassement Ronde van Opper-Oostenrijk, junioren
2020
Eind- en jongerenklassement Ronde van de Isard

## Ploegen
- 2019 –  Development Team Sunweb
- 2020 –  Lotto Soudal U23
- 2021 –  Lotto Soudal
- 2022 −  Lotto Soudal

Conca · Cras · De Buyst · De Gendt · Degenkolb · Ewan · Frison · Gilbert · Goossens · Grignard · Holmes · Kluge · Kron · Małecki · Marczyński · Moniquet · Oldani · Sweeny · Thijssen · Van der Sande · Van Gils · Van Moer · Vanhoucke · Vermeersch · Verschaeve · Vervloesem · Wellens
Barbero (vanaf 1/5) · Beullens · Campenaerts · Conca · Cras · De Buyst · De Gendt · De Lie · Drizners · Ewan · Frison · Gilbert · Grignard · Holmes · Janse van Rensburg (vanaf 1/5) · Kluge · Kron · Małecki · Moniquet · Schwarzmann · Selig · Sweeny · Van Gils · Van Moer · Vanhoucke · Vermeersch · Verschaeve · Vervloesem · Wellens